# Nicarete

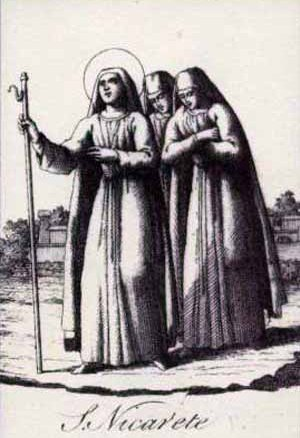
Darstellung von Nicarete (18. Jhdt.)

Nicarete, auch Nicaretes, Niceratis oder Niceras († 440 in Nicomedia), ist eine Heilige.
Sie verließ ihre Familie, um nach Konstantinopel zu gehen; dort folgte sie dem Heiligen Johannes Chrysostomos. Sie war Pflanzenheilerin zu Zeiten des Kaisers Flavius Arcadius und ist die Patronin gegen Magenübel, denn sie soll den Heiligen Johannes Chrysostomos davon geheilt haben.
Nicarete wird am 27. Dezember gefeiert.